# 龍虎宴
「龍虎宴」（りゅうこのうたげ）は、湘南乃風の17枚目のシングル。2017年1月18日にトイズファクトリーから発売された。

## 概要
- 前作から約7ヶ月振りとなるシングルであり、1stシングル「応援歌/風」以来とあるダブルAサイドシングルでもある。
- 通常盤・初回生産限定盤A【虎】・初回生産限定盤B【龍】・宴ツアー会場限定盤【宴】の4種類同時発売で、そのうち宴ツアー会場限定盤【宴】は2016年に行われたアリーナツアー「“湘南乃風”宴〜俺たちと一緒にタオルまわさねぇか!! TOUR 2016〜」のツアー会場での予約限定販売となっている。
- 各盤によって収録曲数が異なっており、初回生産限定盤A【虎】と初回生産限定盤B【龍】は2曲、通常盤と宴ツアー会場限定盤【宴】は3曲となっている。また、カップリング曲も異なり、通常盤には2016年10月5日に配信シングルとしてリリースされた「青空船」、宴ツアー会場限定盤【宴】には同年に行われたアリーナツアーで初めて披露した新曲「UTAGE」がそれぞれ収録されている。
- 初回生産限定盤A【虎】には、テレビアニメ「タイガーマスク」のオープニングテーマのカバーで、その続編に当たるテレビ朝日系アニメ「タイガーマスクW」のオープニングテーマになっている「行け!タイガーマスク」と「タイガーマスクW」の声優陣と共演したオリジナルシナリオドラマを収録したドラマCD、初回生産限定盤B【龍】には、「龍が如く」シリーズ総合監督である名越稔洋と対談したスペシャルインタビューと、15thシングル「バブル」のPVのフルバージョンの収録したDVDを付属。

## 収録曲
全作詞：湘南乃風

### 通常盤

#### CD
1. HORIZON
（作曲・編曲：湘南乃風）
  - ゲオチャンネルオリジナルドラマ『龍が如く 魂の詩。』主題歌
2. KING OF THE WILD
（作曲・編曲：湘南乃風）
  - テレビ朝日系アニメ『タイガーマスクW』エンディングテーマ
3. 青空船
（作曲・編曲：湘南乃風、soundbreakers）
  - NHK BSプレミアム『笑けずり シーズン2〜コント編〜』テーマソング
  - 2016年10月5日に配信シングルとしてリリースされた楽曲。

### 初回生産限定盤A【虎】

#### CD
1. KING OF THE WILD
2. HORIZON

#### ドラマCD
1. 行け!タイガーマスク（TV size）
（作詞：木谷梨男 / 作曲：菊池俊輔 / 編曲：湘南乃風、篤志）
  - テレビ朝日系アニメ『タイガーマスクW』オープニングテーマ
  - 新田洋（現・森本英世）のカバー。原曲はアニメ第1作目オープニングテーマ。
2. タイガーマスク W × 湘南乃風 オリジナルシナリオドラマCD

### 初回生産限定盤B【龍】

#### CD
1. HORIZON
2. KING OF THE WILD

#### DVD
1. バブル (MV)
2. 名越稔洋 × 湘南乃風スペシャル対談

### 宴ツアー会場限定盤【宴】

#### CD
1. HORIZON
2. KING OF THE WILD
3. UTAGE
（作曲・編曲：湘南乃風）

## タイガーマスクW×湘南乃風 オリジナルシナリオドラマCD（初回生産限定盤A【虎】のみ）

### 声の出演
- タイガーマスクW
  - 東ナオト / タイガーマスク - 八代拓
  - 藤井タクマ / タイガー・ザ・ダーク - 梅原裕一郎
  - 高岡春奈 - 三森すずこ
  - ミスX - 小林ゆう
  - レディ - 森下由樹子
  - ミスター・ノオ - 服部想之介
  - エジプトミイラ - 平井啓二
  - キングサタン - 深川和征
  - ゴールデンスター - 落合福嗣
- 湘南乃風
  - ストロング・レッド - RED RICE
  - グレート・ワカ - 若旦那
  - スタン・ショック - SHOCK EYE
  - キラー・ハン - HAN-KUN